# بيتر ميليغان
بيتر ميليغان (بالإنجليزية: Peter Milligan)‏ هو كاتب سيناريو بريطاني، ولد في 24 يونيو 1961 في لندن في المملكة المتحدة.

## وصلات خارجية
- الموقع الرسمي
- بيتر ميليغان على موقع IMDb (الإنجليزية)
- بيتر ميليغان على موقع قاعدة بيانات الفيلم (الإنجليزية)